# Meiacanthus nigrolineatus
Meiacanthus nigrolineatus là một loài cá biển thuộc chi Meiacanthus trong họ Cá mào gà. Loài này được mô tả lần đầu tiên vào năm 1969.

## Từ nguyên
Từ định danh nigrolineatus được ghép bởi hai âm tiết trong tiếng Latinh: nigro ("đen") và lineatus ("có sọc"), hàm ý đề cập đến sọc đen đặc trưng ở loài cá này.

## Phân bố
M. nigrolineatus có phân bố khắp vùng Biển Đỏ, kéo dài về phía nam tới vịnh Aden, được tìm thấy ở độ sâu đến ít nhất là 50 m.

## Mô tả
Tổng chiều dài lớn nhất được ghi nhận ở M. nigrolineatus là 9,5 cm. Loài này có hai màu: vàng ở thân sau và lam xám ở thân trước và đầu.

## Sinh thái
Trứng của M. nigrolineatus có chất kết dính, được gắn vào chất nền thông qua một tấm đế dính dạng sợi. Cá bột là dạng phiêu sinh vật, thường được tìm thấy ở vùng nước nông ven bờ. Cá cái chỉ đẻ từ 5 đến 10 trứng một lần và sau đó di chuyển ra khỏi tổ, nhưng vẫn ở gần đó. Một con cái như vậy đẻ từ 100 đến 160 quả trứng khi thường xuyên ra vào tổ.
Cá trưởng thành ăn động vật phù du.
Các loài Meiacanthus đều có tuyến nọc độc trong răng nanh. Do đó, chúng là hình mẫu để nhiều loài khác bắt chước theo, gọi là bắt chước kiểu Bates (loài không độc bắt chước kiểu hình, hành vi của một loài có độc). M. nigrolineatus được bắt chước bởi cá mào gà Ecsenius gravier.
M. nigrolineatus còn nhỏ (<2 cm) lại bắt chước kiều hình của một số loài họ Cá sơn (Apogonidae) như Cheilodipterus isostigma và Apogon angustatus, với 3 sọc đen sẫm trên cơ thể kèm đốm đen ở phía trước vây lưng (cá con lớn hơn một chút phát triển vệt xanh nhạt ở phần trước của thân và đầu). M. nigrolineatus con, thường khoảng 2–3 cá thể lẫn vào đàn từ 10 đến 100 con cá sơn. Khi gặp nguy hiểm, cá sơn thường rút vào các khe hở trên san hô hoặc ẩn mình trong các gai của cầu gai Diadema setosum.